# Jean-Paul Proust
Pour les articles homonymes, voir Proust (homonymie).
Jean-Paul Proust, né le 3 mars 1940 à Vaas (Sarthe) et mort le 8 avril 2010 à Marseille, est un haut fonctionnaire français. Il exerce notamment les fonctions de préfet de police de Paris de 2001 à 2004 et de ministre d'État de la principauté de Monaco de 2005 à 2010.

## Biographie
(24 avril 2024).

### Études
- Collège Mongazon à Angers
- Lycée Saint-Martin à Angers
- Faculté de droit de Paris

### Diplômes
- Diplômé de l'Institut d'études politiques de Paris
- Licencié en droit

### Carrière
- 1964-1966 : élève à l'École nationale d'administration (Ena) (promotion Montesquieu)
- 1966-1967 : administrateur civil au ministère de l'Intérieur
- 1967-1972 : sous-préfet, directeur de cabinet du préfet du Val-d'Oise
- 1972-1974 : adjoint au directeur des collectivités locales au ministère de l'Intérieur
- 1974-1975 : sous-préfet, secrétaire général de La Réunion
- 1975 : directeur de cabinet du directeur général de l'administration au ministère de l'Intérieur
- 1976 : administrateur civil hors classe
- 1977 : sous-préfet hors classe
- 1977-1982 : sous-préfet de Lorient
- 1982-1985 : directeur des pêches maritimes au ministère de la Mer
- 1985-1986 : responsable des programmes intégrés méditerranéens auprès du ministre du Plan et de l'Aménagement du territoire
- 1985 : préfet hors cadre
- 1986-1987 : directeur de la défense et de la sécurité civile au ministère de l'Intérieur
- 1987-1989 : préfet, commissaire de la République du département de l'Isère
- 1989-1991 : préfet de la région Guadeloupe et de la Guadeloupe
- 1991-1992 : préfet de la région Limousin, préfet de la Haute-Vienne
- 1992-1997 : préfet de la région Haute-Normandie, préfet de la Seine-Maritime
- 1997-1999 : préfet de la région Provence-Alpes-Côte d'Azur, préfet de la zone de défense Sud, préfet des Bouches-du-Rhône
- 1999 : préfet hors cadre
- 1999-2000 : directeur du cabinet de Jean-Pierre Chevènement (ministre de l'Intérieur)
- 2000-2001 : chargé de la Mission interministérielle pour l'élimination des farines animales (Miefa)
- 2001-2004 : préfet de police de Paris
- 2004-2005 : conseiller d'État en service extraordinaire et conseiller spécial du ministre de l'Intérieur Dominique de Villepin
- 2005-2010 : ministre d'État de la Principauté de Monaco

Président du Conseil d'administration de l'IEP d'Aix-en-Provence

## Prises de position et débats
3 avril 2007 : au cours de la séance publique du Conseil national monégasque, il rejette, au nom du Gouvernement princier, le projet de loi no 187 visant à dépénaliser l’interruption de grossesse pour motif médical ou viol, créant ainsi une grave crise politique, tous les élus, de quelque bord qu’ils soient, s’indignant publiquement contre cette décision unilatérale.
Au moment de l'annonce de l'interruption du processus législatif, Jean-Paul Proust avait annoncé le dépôt prochain d'un projet de loi plus global destiné à encadrer les conditions de l'intervention d'une interruption  médicale de grossesse mais aussi à mettre en place un dispositif de prévention, d'accompagnement et de suivi des femmes en détresse.
Après un travail de concertation avec les élus, ces nouvelles dispositions, inscrites dans la Loi no 1359 du 20 avril 2009, portant création d'un centre de coordination prénatale et de soutien familial, ont été votées à l'unanimité le 1er avril 2009.
28 avril 2008 : lors de l'examen au Conseil national monégasque, d'une proposition de loi relative aux violences domestiques, alors que la présidente de la commission des Droits de la femme et de la famille, Catherine Fautrier, proposait de redéfinir les contours du concubinage comme « une situation de couple, donc également de couples de même sexe » afin de « ne pas créer une situation de discrimination », il a vivement protesté : « Le concubinage des gens de même sexe n'est pas conforme à notre société (...) Je n'accepterai pas, au nom du prince, des dérives qui n'ont rien à voir avec les droits de l'homme. (...) On ne va pas reconnaître le PACS ici. (...) ce n'est pas le concubinage qui me gêne, c'est l'homosexualité au nom des principes du gouvernement princier. »
Cependant, il convient de replacer ces propos dans le contexte d'un débat vif et passionné touchant à une proposition de loi concernant les violences domestiques. Il faut noter que depuis lors, à l'initiative du gouvernement princier un  projet de loi a été mis à l'étude et sera finalisé prochainement. Ce texte vise à apporter une protection aux personnes vivant sous un même toit quel que soit leur sexe.

## Récompenses et distinctions

### Décorations
- Commandeur de la Légion d'honneur, le 31 décembre 2002[3].
  -  Officier de la Légion d'honneur, promu officier le 11 juillet 1997[4]
  -  Chevalier de la Légion d'honneur, le 13 juin 1989
- Commandeur de l'ordre national du Mérite
- Officier des Palmes académiques,
- Chevalier du Mérite agricole,
- Chevalier du Mérite maritime,
- Grand officier de l’ordre de Saint-Charles (Monaco)
- Grand officier de l’ordre de la Couronne de Belgique

### Ordres folkloriques
- Chevalier des Tastevins
- Chevalier des Anysetiers du Roy